# Scorpaenidae
Scorpaenidae é uma família de peixes incluída na ordem Scorpaeniformes, com espécies quase todas marinhas e apenas algumas raras de água doce, distribuidas por todos os mares de águas tropicais e temperadas, algumas das quais utilizadas em aquariofilia como peixes ornamentais. Aparecem pel primeira vez no registo fóssil no Paleoceno, durante o Terciário inferior.

## Géneros
A base taxonómica FishBase refere 207 espécies, agrupadas em 26 géneros:
- Subfamília Pteroinae (géneros que apresentam largas e vistosas barbatanas espinhosas, com cores raiadas, exibindo características típicas de advertência):
  - Brachypterois (Fowler 1938)
  - Dendrochirus (Swainson 1839)
  - Ebosia (Jordan y Starks 1904)
  - Parapterois (Bleeker 1876)
  - Pterois (Oken 1817)
  - Pteropterus (Oken 1817)

- Subfamília Scorpaeninae (géneros que apresentam numerosos apêndices e cores de camuflagem):
  - Hoplosebastes (Schmidt 1929)
  - Idiastion (Eschmeyer 1965)
  - Iracundus (Jordan y Evermann 1903)
  - Neomerinthe (Fowler 1935)
  - Neoscorpaena (Mandrytsa 2001)
  - Parascorpaena (Bleeker 1876)
  - Phenacoscorpius (Fowler 1938)
  - Pogonoscorpius (Regan 1908)
  - Pontinus (Poey 1860)
  - Pteroidichthys (Bleeker 1856)
  - Pteropelor (Fowler 1938)
  - Rhinopias (Gill 1905)
  - Scorpaena (Linnaeus 1758)
  - Scorpaenodes (Bleeker 1857)
  - Scorpaenopsella (Johnson 1862)
  - Scorpaenopsis (Heckel 1837)
  - Sebastapistes (Gill 1877)
  - Taenianotus (Lacepède 1802)
  - Thysanichthys (Jordan y Starks 1904)
  - Ursinoscorpaenopsis (Nakabo y Yamada 1996)

Segundo a base taxonómica ITIS, a família Sebastidae não é válida, devendo os géneros nela incluídos ser enquadrados na família Scorpaenidae como parte da subfamília Sebastolobinae.

## Imagens

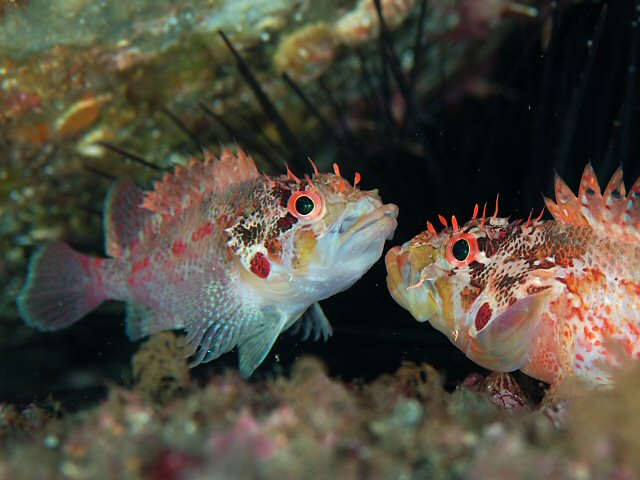
Scorpaenodes littoralis
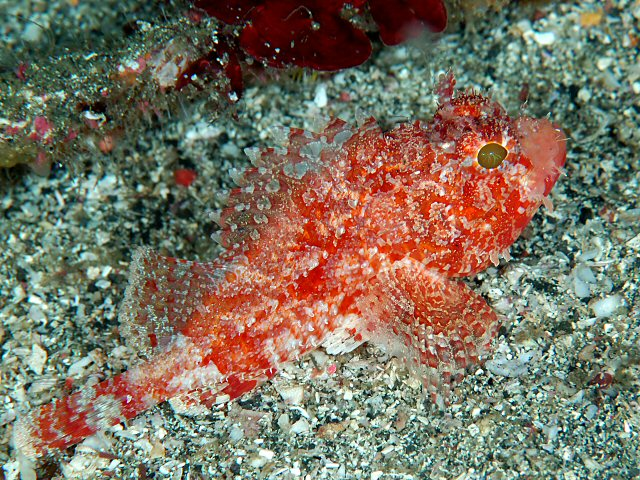
Scorpaena miostoma
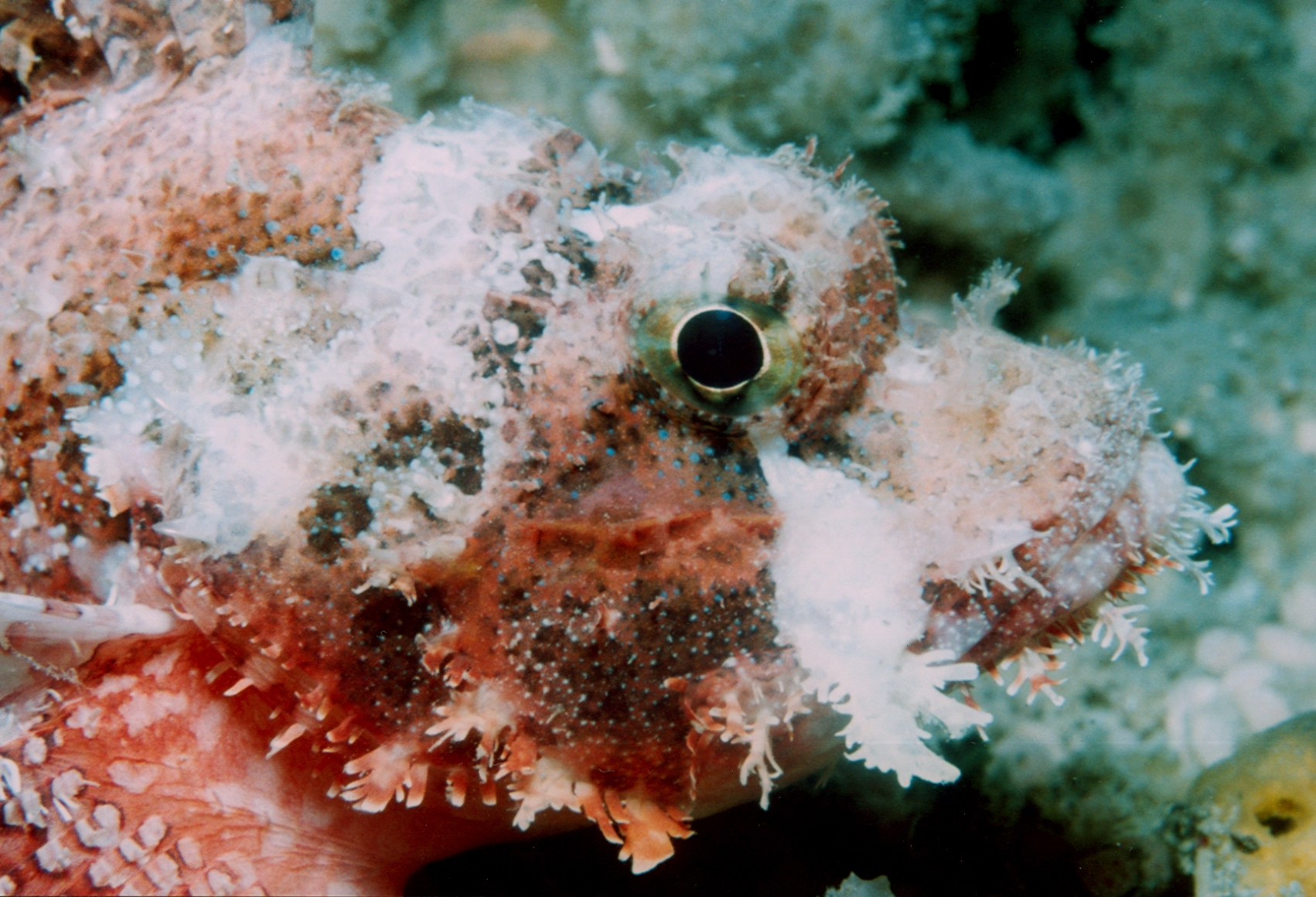
Sebastapistes strongia
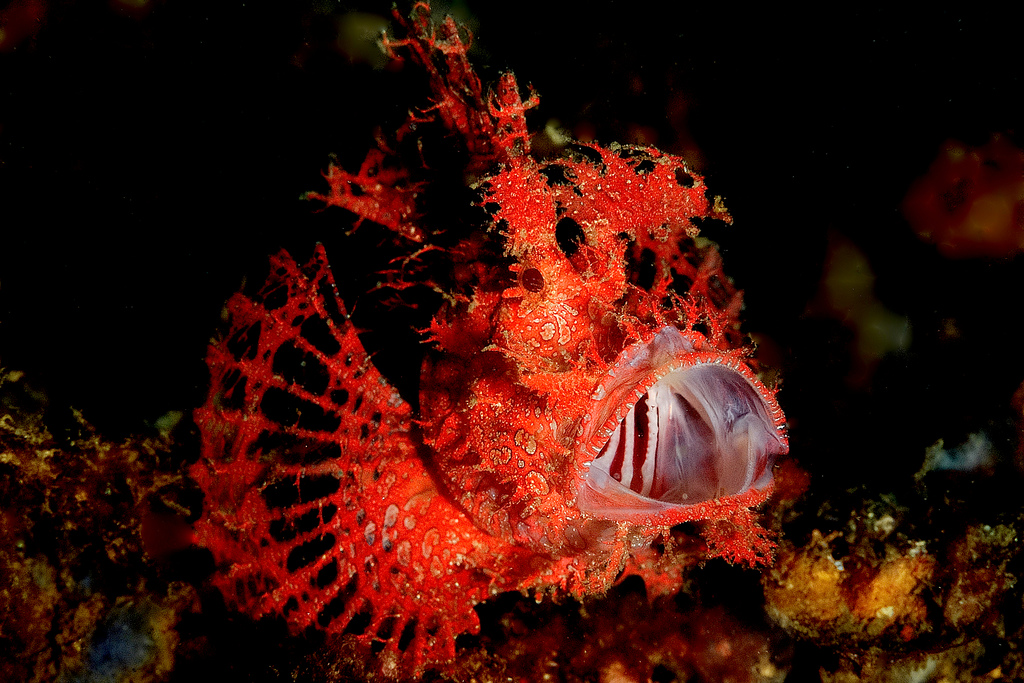
Peixe-escorpião (Rhinopias)
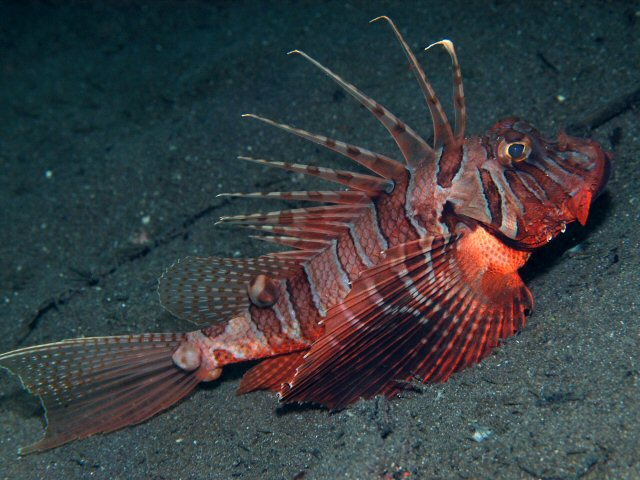
Parapterois heterura
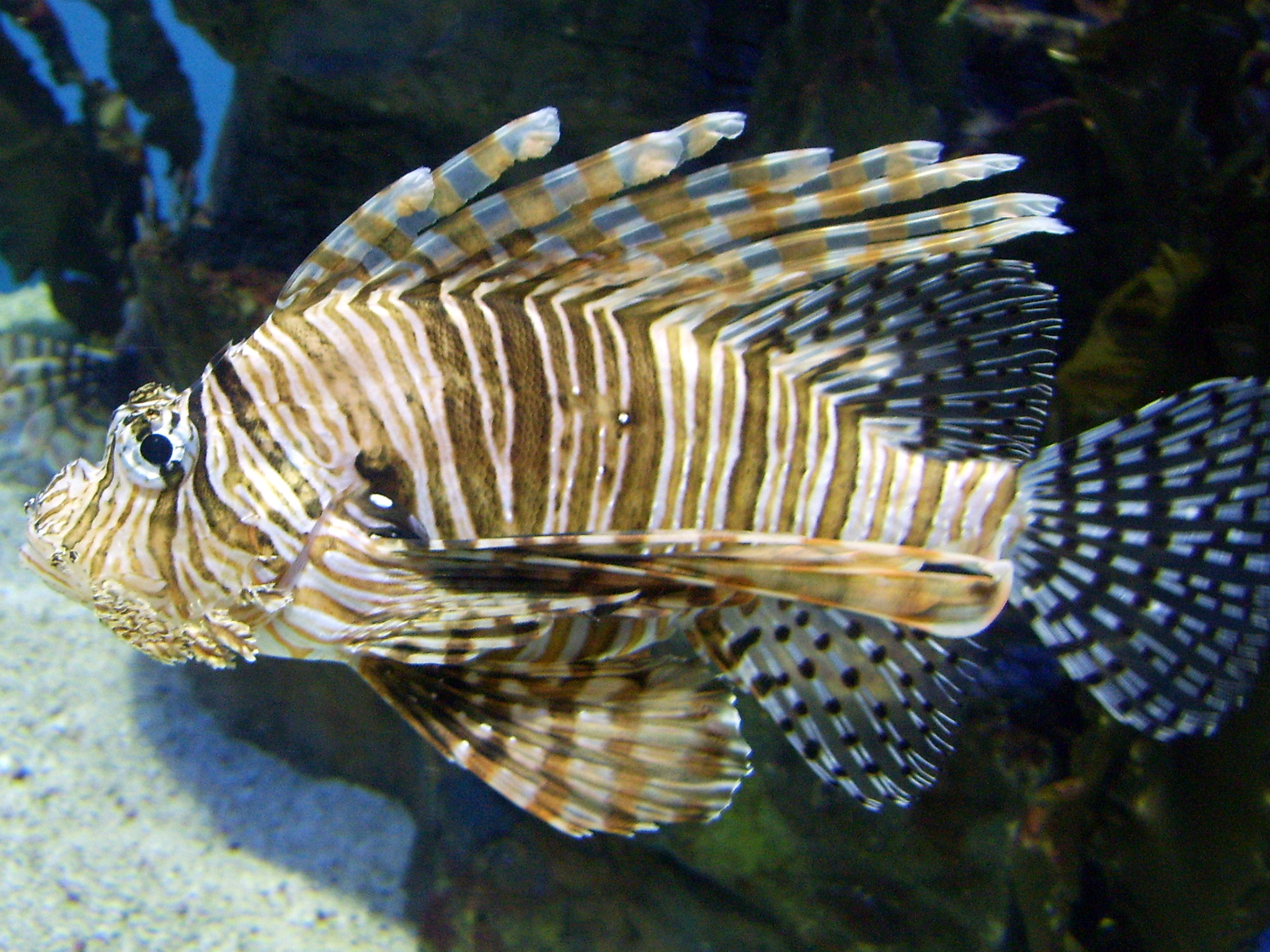
Dendrochirus zebra
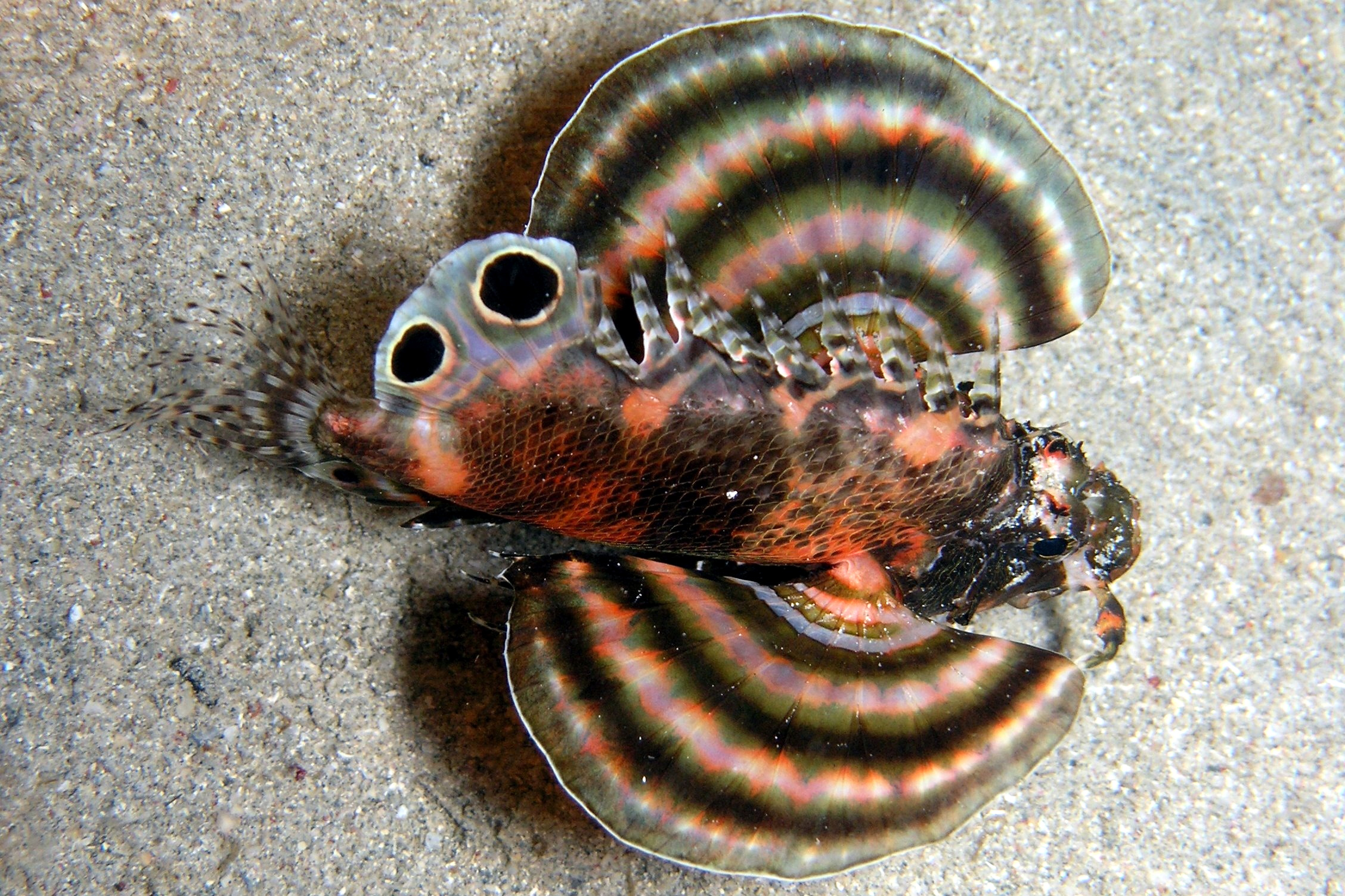
Dendrochirus biocellatus
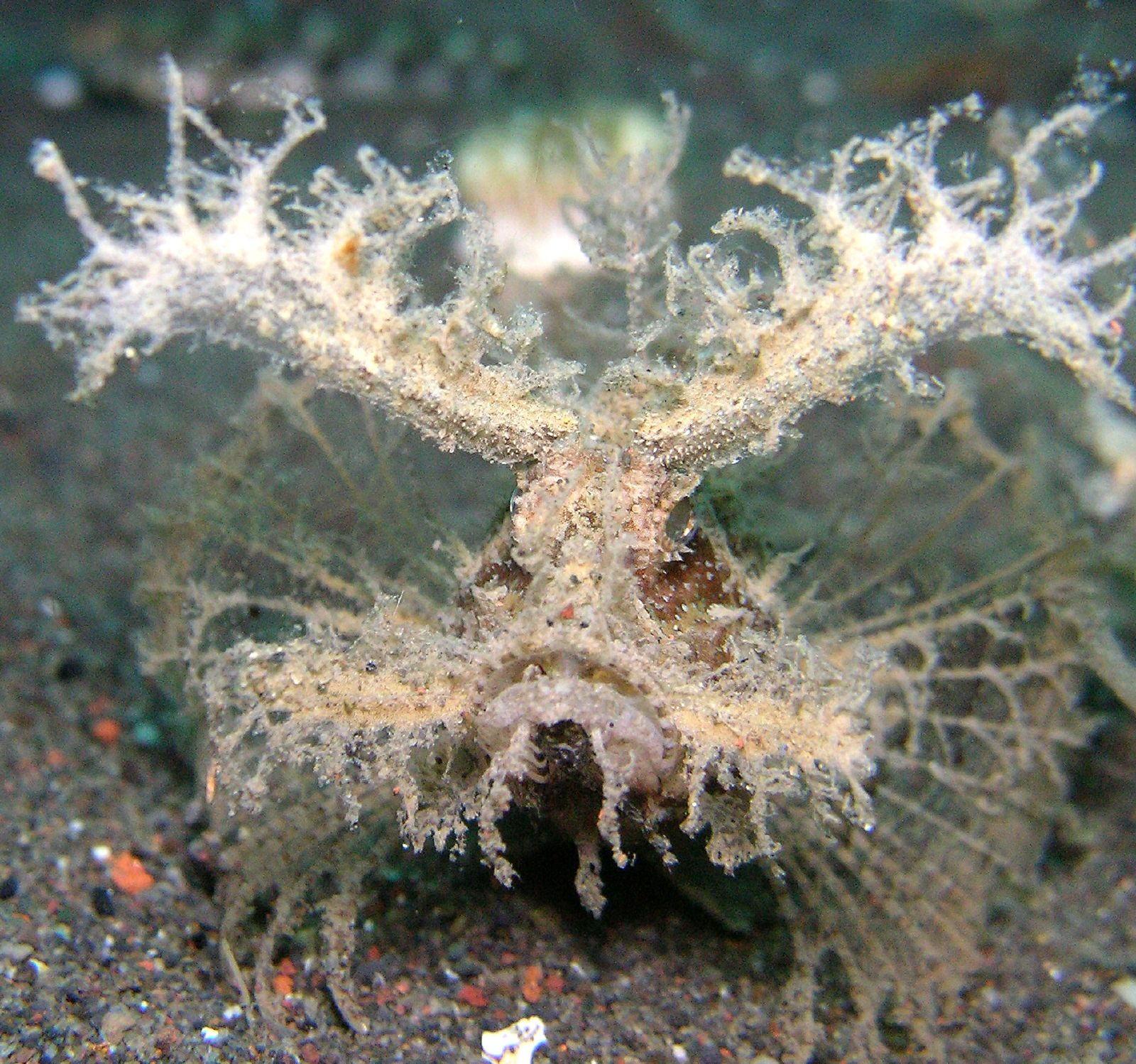
Pteroidichthys amboinensis
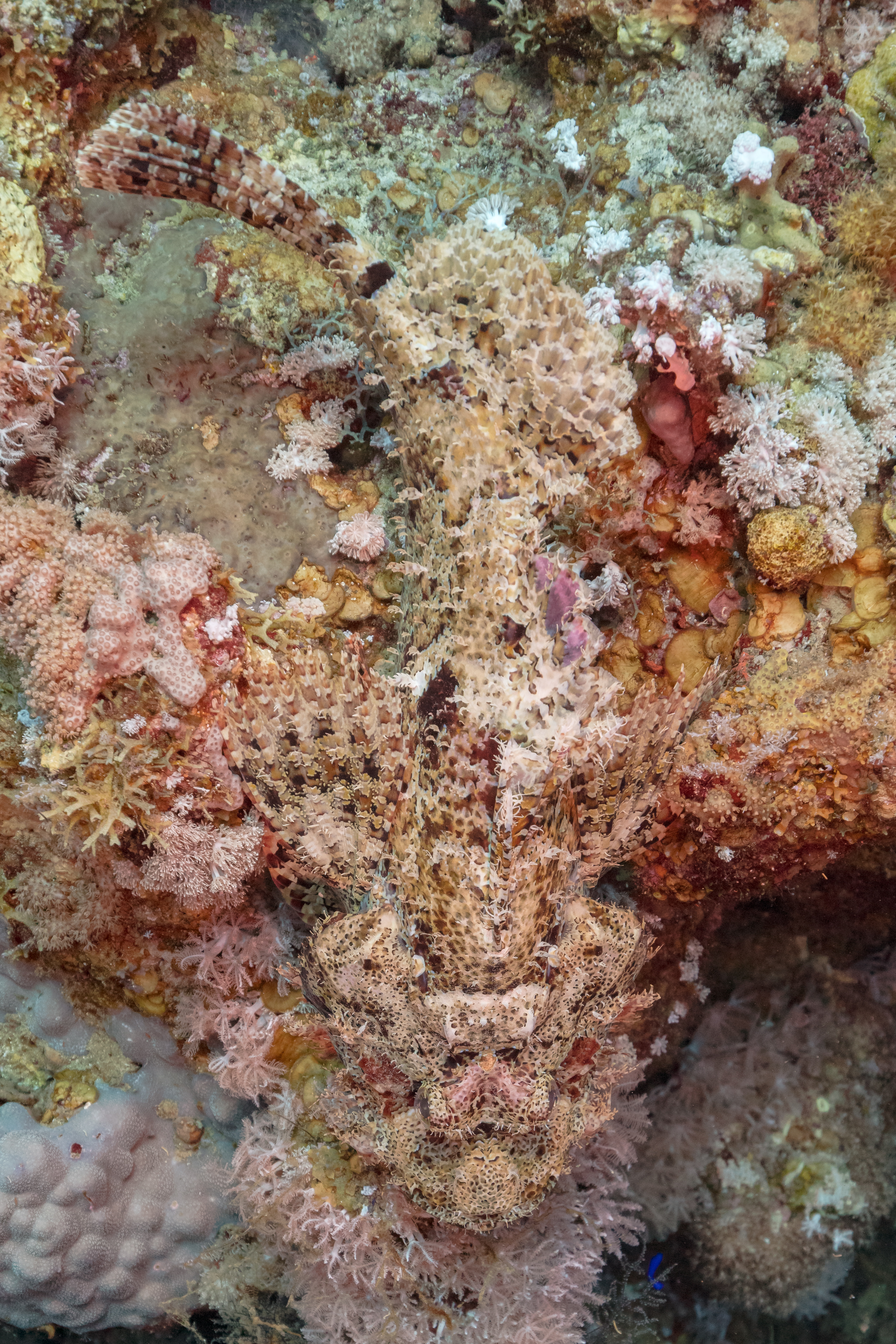
Scorpaenopsis oxycephala